# Тереза (селище, Нью-Йорк)
Тереза (англ. Theresa) — селище (англ. village) в США, в окрузі Джефферсон штату Нью-Йорк. Населення — 752 особи (2020).

## Географія
Тереза розташована за координатами 44°12′56″ пн. ш. 75°47′45″ зх. д. / 44.21556° пн. ш. 75.79583° зх. д. (44.215541, -75.795940).  За даними Бюро перепису населення США в 2010 році селище мало площу 3,40 км², з яких 3,24 км² — суходіл та 0,16 км² — водойми.

## Демографія
Згідно з переписом 2010 року, у селищі мешкали 863 особи в 327 домогосподарствах у складі 232 родин. Густота населення становила 254 особи/км².  Було 358 помешкань (105/км²).
Расовий склад населення:
| - 94,1 % — білих - 1,9 % — чорних або афроамериканців - 0,8 % — корінних американців - 0,5 % — азіатів |

До двох чи більше рас належало 2,7 %. Частка іспаномовних становила 1,7 % від усіх жителів.
За віковим діапазоном населення розподілялося таким чином: 27,3 % — особи молодші 18 років, 61,0 % — особи у віці 18—64 років, 11,7 % — особи у віці 65 років та старші. Медіана віку мешканця становила 36,7 року. На 100 осіб жіночої статі у селищі припадало 103,5 чоловіків;  на 100 жінок у віці від 18 років та старших — 101,6 чоловіків також старших 18 років.
Середній дохід на одне домашнє господарство  становив 59 080 доларів США (медіана — 51 500), а середній дохід на одну сім'ю — 75 032 долари (медіана — 71 641). Медіана доходів становила 51 375 доларів для чоловіків та 40 781 долар для жінок. За межею бідності перебувало 8,3 % осіб, у тому числі 2,1 % дітей у віці до 18 років та 13,2 % осіб у віці 65 років та старших.
Цивільне працевлаштоване населення становило 340 осіб. Основні галузі зайнятості: освіта, охорона здоров'я та соціальна допомога — 29,4 %, публічна адміністрація — 13,8 %, роздрібна торгівля — 11,5 %, науковці, спеціалісти, менеджери — 10,9 %.